# Les Noces de l'ours
Pour plus de détails, voir Fiche technique et Distribution.
Les Noces de l'ours (Медвежья свадьба, Medvejia svadba) est un film soviétique réalisé par Konstantin Eggert et Vladimir Gardine, sorti en 1925,.

## Synopsis
Une comtesse russe enceinte est effrayée par un ours, quand elle donne naissance à son enfant il  se comporte à étrangement comme un animal. En grandissant, le garçon se met à traquer les jeunes femmes dans la forêt en portant une peau d'ours. Lorsqu'il devient adulte, le garçon épouse une jeune femme et semble être normal. Mais lors de leur lune de miel, il se transforme en ours et assassine sa femme et boit son sang. Mais on ne sait pas si la transformation est réelle, ou si le jeune homme croit simplement être un ours et se comporte comme tel. 

## Fiche technique
- Titre français : Les Noces de l'ours[3]
- Titre original : Медвежья свадьба, Medvejia svadba
- Photographie : Eduard Tisse, Piotr Ermolov
- Décors : Vladimir Egorov